# Nazlı Tolga
Nazlı Tolga Brenninkmeyer, född 8 november 1979, är en turkisk-nederländska journalist och TV-värd. Tolga var ankare i det ledande programmet för lokala och utländska angelägenheter FOX Ana Haber  och Nazlı Tolga ile Haber Masası.
Nazlı Tolga föddes i Ankara, Turkiet. Hon föddes i en muslimsk-turkisk familj från Samsun och Malatya i Ankara. Hon talar flytande turkiska, holländska, brasiliansk portugisiska och engelska. Efter att ha avslutat sin grund- och gymnasieutbildning vid American Kolege i Istanbul, gick hon på Marmara University, Fakulteten för kommunikation – den ledande institutionen för kommunikationsutbildning och studier i Turkiet. Hon studerade vid institutionen för journalistik. Tolga började sin journalistkarriär på Kanal D Haber 1998. Hon arbetade i Show TV, Skyturk och Fox. Hon gifte sig med den holländska affärsmannen Lawrence Brenninkmeyer i den Helige Andes katedral i Istanbul i september 2013. Hon bor i Brasilien, London och Shanghai. Hon är romersk-katolik sedan 2013. Under de senaste åren blev Tolga mamma till två flickor. 

## TV-program
- Kanal D Gece Haberleri ( Kanal D, 1998–2002)
- Nazlı Tolga ile Haber Masası (Skyturk, 2004 – september 2007)
- Show Haber (2002–2003)
- FOX ON Ana Haber (2008–2010)
- Nazlı Tolga ile Fox Ana Haber (3 september 2007 – 14 juni 2013)